# Johan E. Mellbye

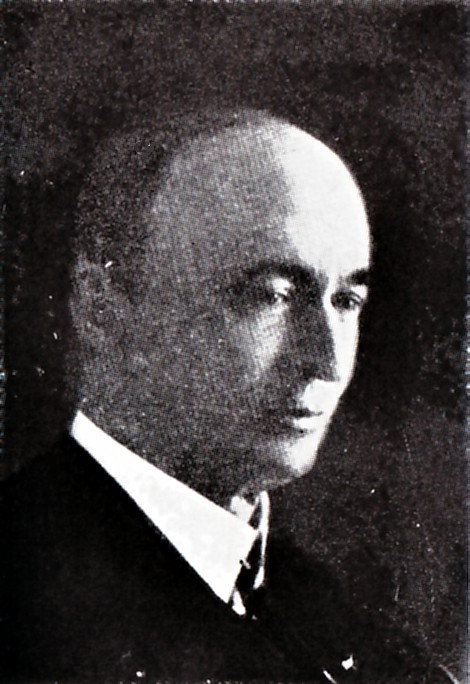
Johan E. Mellbye

Johan Egeberg Mellbye, född 11 november 1866 i Kristiania (nuvarande Oslo), död 17 december 1954, var en norsk lantbrukare och politiker, Han var den förste ordföranden i Bondepartiet, senare benämnt Senterpartiet. 
Mellbye övertog 1889 godset Grefsheim i Nes, Hedmark fylke, av vilket han skapade en mönstergård. Han invaldes 1896 i Norsk landmandsforbunds, senare Norges bondelags, centralstyrelse, vars ordförande han var 1901–05 och 1909–41. Han representerade agrarintressena i den departementala tullkommittén av 1903, var den 26 september 1904 till den 11 mars 1905 jordbruksminister i högergruppen av Francis Hagerups ministär och senare en av ledarna vid organiseringen av emigrationens motarbetande.
Efter att Bondepartiet bildats var Mellbye 1920–21 dess förste ordförande och  var 1922–30 stortingsman för Hedmark fylke. Han var 1922–24 ordförande i tullutskottet (toldkomiteen).